# David Babunski
David Babunski (sinh ngày 1 tháng 3 năm 1994) là một cầu thủ bóng đá người Macedonia.

## Đội tuyển bóng đá quốc gia Macedonia
David Babunski thi đấu cho đội tuyển bóng đá quốc gia Macedonia từ năm 2013.

## Thống kê sự nghiệp
| Đội tuyển bóng đá Macedonia | Đội tuyển bóng đá Macedonia | Đội tuyển bóng đá Macedonia |
| Năm                         | Trận                        | Bàn                         |
| --------------------------- | --------------------------- | --------------------------- |
| 2013                        | 3                           | 0                           |
| 2014                        | 2                           | 0                           |
| 2015                        | 0                           | 0                           |
| 2016                        | 2                           | 0                           |
| 2021                        | 1                           | 0                           |
| 2022                        | 5                           | 0                           |
| Tổng cộng                   | 13                          | 0                           |